# Río Blanco (Pangal)
El río Blanco es un curso natural de agua que nace en la cordillera de los Andes de la Región de O'Higgins y fluye con dirección general SO hasta desembocar en el río Pangal en el sector de Las Cayanas.

## Trayecto
El río Blanco nace en las faldas del cerro Cabeza de Novillo en la cordillera de los Andes y fluye en los valles de altas paredes hasta desembocar en el río Pangal al oeste de la comuna de Machalí.

## Caudal y régimen
La subcuenca superior del río Cachapoal abarca desde su nacimiento en la cordillera de los Andes hasta la junta con el estero La Cadena (muy pasada la ciudad de Rancagua), incluyendo el río Pangal. Esta subcuenca tiene un régimen nival, con sus mayores caudales en diciembre y enero, producto del deshielo. El período de estiaje se produce en el trimestre de junio a agosto.: 70 

## Historia
Francisco Solano Asta-Buruaga y Cienfuegos escribió en 1899 en su obra póstuma Diccionario Geográfico de la República de Chile sobre el río:
Blanco (Rio).-—Corriente de agua de poco caudal, que entre los Andes recibe el Cachapual por la derecha de su parte superior.
Luis Risopatrón lo describe en su Diccionario Jeográfico de Chile (1924) sobre el río:: 909 
Blanco (Rio). Nace en las faldas W del cerro Cabeza de Novillo, corre hacia el SW i se vacia en la márjen N del curso superior del rio Pangal, del Cachapoal.